# Împușcături sub clar de lună
Împușcături sub clar de lună este un film românesc din 1977 regizat de Mircea Mureșan. Rolurile principale au fost interpretate de actorii Ion Besoiu, Mircea Diaconu, Ion Caramitru și Dan Nuțu.

## Distribuție
Distribuția filmului este alcătuită din:
- Ion Besoiu — mr. Coman, comandantul echipei de securitate, succesorul tov. Oprea
- Mircea Diaconu — sg. Marin Văduva, șoferul echipei de securitate
- Ion Caramitru — lt. major Achim Vasilache, ofițer de securitate
- Dan Nuțu — Luca Aron, fiul lui badea Aron, braconier din Pâraiele, arestat pentru port ilegal de armă
- Catrinel Blaja — Valeria, ibovnica lui Olteanu
- Amza Pellea — badea Aron, țăran sărac, membru al Partidului Comunist Român
- Octavian Cotescu — Beldea, predicator al sectei Martorii lui Iehova
- Avram Besoiu — Artenie, martor al lui Iehova, țăran bigot și sărac cu duhul, slujitor al predicatorului
- Jean Constantin — badea Cârneci, țăran sărac care încearcă să dea de urma lui Olteanu
- Mircea Hîndoreanu — badea Iancu, martor al lui Iehova, omul de legătură al lui Olteanu
- Costel Constantin — Visarion Olteanu, fost căpitan de jandarmi, bandit legionar refugiat în munți
- Romulus Bărbulescu — Gheorghe Boițan, martor al lui Iehova, tăinuitor al lui Olteanu
- Victorița Dobre Timonu — nevasta lui Iancu
- Nicolae Niculescu
- Antoaneta Glodeanu — nevasta lui Gheorghe Boițan
- Petre Gheorghiu-Goe — crainicul satului
- Lucia Boga — asistenta medicală
- Constantin Stănescu
- Ovidiu Stoichiță
- Marius Niță
- Teodor Portărescu
- Vasile Popa — Oprea, comandantul anterior al echipei de securitate
- Dumitru Ghiuzelea
- Constantin Păun
- Miron Murea
- Radu Basarab

## Primire
Filmul a fost vizionat de 2.556.115 spectatori de spectatori în cinematografele din România, după cum atestă o situație a numărului de spectatori înregistrat de filmele românești de la data premierei și până la data de 31 decembrie 2014 alcătuită de Centrul Național al Cinematografiei.